# José de Medeiros Delgado
Dom José de Medeiros Delgado (Pombal, 28 de julho de 1905 — Recife, 9 de março de 1988) foi um sacerdote católico brasileiro. Foi bispo de Caicó e arcebispo de São Luís do Maranhão e de Fortaleza.

## Presbiterado
Nasceu na Fazenda Timbaúba, então circunscrita no município de Pombal e atualmente em Condado, filho de Francisca de Medeiros Delgado e de Manuel Porfírio Delgado. Fez seus primeiros estudos em Serra Negra, no vizinho Rio Grande do Norte, e depois em Malta, no seu estado natal.
Entrou para o Seminário de João Pessoa no dia 4 de março de 1918, com 14 anos de idade, terminando ali os cursos de humanidades e Filosofia em 1924. Foi mandado a Roma para estudar teologia, porque era aluno brilhante. Cursou os dois primeiros anos de teologia, de 1925 a 1927, na Pontifícia Universidade Gregoriana e se hospedava no Pontifício Colégio Pio Brasileiro, em Roma. Voltando ao Brasil, por ordem de seu bispo, preocupado com a sua frágil saúde, terminou os estudos no seminário de João Pessoa. Ordenado sacerdote em 2 de junho de 1929 por Dom Adauto Aurélio de Miranda Henriques, foi vigário cooperador de Bananeiras, depois cooperador de Campina Grande, de janeiro a junho de 1930. Por 10 anos, foi pároco de Campina Grande.

## Episcopado
Em março de 1941 foi nomeado bispo de Caicó e recebeu a ordenação episcopal no dia 29 de junho desse mesmo ano. Dez anos depois, foi nomeado arcebispo de São Luís do Maranhão, função que exerceu até maio de 1963, quando foi transferido para a arquidiocese de Fortaleza.
Em Fortaleza, tomou posse no dia 8 de setembro de 1963, governando a arquidiocese por dez anos, tendo renunciado no dia 4 de abril de 1973.